# (2029) Binomi
(2029) Binomi (1969 RB) – planetoida z grupy pasa głównego asteroid okrążająca Słońce w ciągu 3,61 lat w średniej odległości 2,35 au. Odkryta 11 września 1969 roku.